# Номерні знаки на території України до 1992 року
Упродовж XX століття до 1991 року українські землі входили до складу Австро-Угорщини, Російської імперії, Польщі, Румунії, Угорщини, Чехословаччини, Рейхскомісаріату та Генерал-губернаторства III Рейху, Радянського Союзу.

## Австро-Угорська Імперія
До складу Австро-Угорської Імперії входили Галичина, Буковина та Закарпаття.

### Австрійська частина

Галицький автономер (зр.1905 р.)

Буковинський автономер Вижницького повіту (зр.1905 р.)

Галицький автономер імпортованих ТЗ

Австрійська частина дуалістичної монархії запровадила номерні знаки 1905 року. Регіональна приналежність до коронної землі визначалася однією латинською літерою. Для Галичини (Королівство Галичини та Володимирії) це була літера S, для Буковини (Герцогство Буковина) — Т. Римська цифра (число) означала порядкову серію. Порядковий номер транспортного засобу (1-3 арабські цифри). Порядкові номери визначали регіональну приналежність транспортного засобу в межах коронної землі і видавалися інтервалами (по 10-15 номерів на повіт, для Лембергу — 40). Зазвичай найперша тисяча номерних знаків видавалася без римського числа, однак в Галичині (також в Богемії та у Відні) «римська» серія використовуваляся від початку реєстрації транспортних засобів.
| Повіт Галичини                 | Інтервал  |
| ------------------------------ | --------- |
| Бережани                       | S81-S90   |
| Бібрка                         | S21-S30   |
| Богородчани                    | S41-S50   |
| Борщів                         | S51-S60   |
| Броди                          | S61-S70   |
| Бучач                          | S101-S110 |
| Городенка                      | S226-S235 |
| Гусятин                        | S236-S245 |
| Добромиль                      | S151-S160 |
| Долина                         | S161-S170 |
| Дрогобич                       | S171-S190 |
| Жидачів                        | S851-S860 |
| Жовква                         | S841-S850 |
| Заліщики                       | S801-S810 |
| Збараж                         | S811-S820 |
| Зборів                         | S821-S830 |
| Золочів                        | S831-S840 |
| Калуш                          | S286-S295 |
| Кам'янка-Бузька                | S296-S305 |
| Коломия                        | S316-S325 |
| Косів                          | S326-S335 |
| Львів (Лемберг — передмістя)   | S401-S410 |
| Львів (Лемберг — місто)        | S871-S910 |
| Мостиська                      | S421-S430 |
| Надвірна                       | S441-S450 |
| Перемишляни                    | S541-S550 |
| Печеніжин                      | S481-S490 |
| Підгайці                       | S511-S520 |
| Рава-Руська                    | S561-S570 |
| Рогатин                        | S571-S580 |
| Рудки                          | S591-S600 |
| Самбір                         | S616-S625 |
| Скалат                         | S641-S650 |
| Снятин                         | S651-S660 |
| Сокаль                         | S661-S670 |
| Станіславів (Івано-Франківськ) | S671-S680 |
| Старий Самбір                  | S681-S690 |
| Стрий                          | S691-S705 |
| Теребовля                      | S761-S770 |
| Тернопіль                      | S726-S735 |
| Тлумач                         | S751-S760 |
| Турка                          | S771-S780 |
| Чортків                        | S131-S140 |
| Яворів                         | S276-S285 |

| Повіт Буковини        | Інтервал  |
| --------------------- | --------- |
| Чернівці (місто)      | Т1-Т50    |
| Чернівці (передмістя) | Т51-Т75   |
| Кіцмань               | Т126-Т150 |
| Сторожинець           | Т201-Т225 |
| Вашківці              | Т251-Т275 |
| Вижниця               | Т276-Т300 |
| Заставна              | Т301-Т325 |

Для транспортних засобів, що перебували в австрійський частині імперії вимагалися номерні знаки звичайної схеми з додаванням суфікса червоного кольору (U — для Угорщини, G — для Боснії і Герцеговини, Z — для всіх інших).

### Угорська частина

Закарпатський автономер (зр.1910 р.)

Угорська частина імперії впровадила номерні знаки 1910 року. Регіональна приналежність визначалася префіксом — червоною римською цифрою (для Будапешту) або однією червоною латинською літерою (для всіх інших регіонів). На землях, що зараз входять до складу Закарпатської області було запроваджено літерний код «К» за назвою міста Кошіце, що зараз перебуває в складі Словаччини.

## Російська імперія

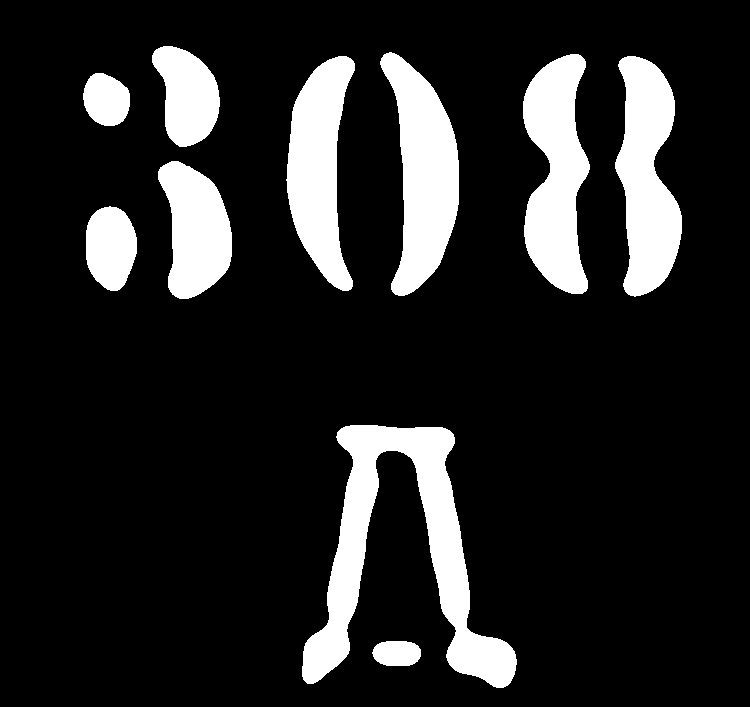
Київський автономер (1917 р.)

В Російській імперії, до якої входила частина українських земель, не було сформовано єдиного підходу до стандартизації номерних знаків, які здебільшого містили лише цифри. Місцеві управи реєстрували транспортні засоби і видавали номерні знаки на свій розсуд, а окремі управи вимагали міняти їх щорічно. Існувала проблема взаємного невизнання номерних знаків різними регіонами.
Матеріали фотохроніки Києва часів лютневої революції 1917 року дозволяють вважати, що автотранспорт було укомплектовано номерними знаками з використанням літер.

## Період визвольних змагань
Стара фотохроніка передає наявність номерних знаків на київських автомобілях в період визвольних змагань часів УНР. Номерні знаки з літерним префіксом, тире і трьох цифр (формат «А-123») мали світле тло і темні літери.  

## Польща

Волинський автономер (Польща 1937 р.)

Тернопільський автономер (Польща 1937 р.)

Волинський мотономер (Польща 1937 р.)

В Польщі, до якої в 1918 році відійшла частина українських земель від колишньої Австро-Угорщини, номерні знаки було введено в 1922 році. До складу Польщі входило чотири «українських» воєводства: Волинське (код WŁ), Львівське (код LW), Станіславське (код ST), Тернопільське (код TR). Номерні знаки цього типу модифікувались в 1928 та 1933 роках.

Львівський автономер (Польща 1928 р.)

1937 року запроваджено нову схему номерних знаків, за якою кожному воєводству виділявся цифровий інтервал, а тип ТЗ визначався літерою. Волинське воєводство отримало інтервал 95000-99999, Львівське — 40000-44999, Станіславське — 70000-74999, Тернопільське — 80000-84999.

## Румунія

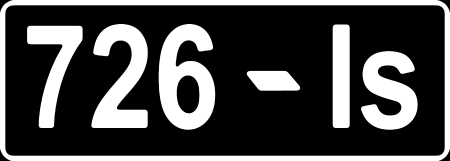
Ізмаїльський автономер (Румунія 1908 р.)

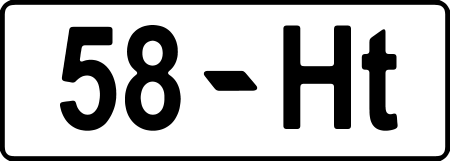
Хотинський автономер (Румунія 1908 р.)

В 1918 році Південна Буковина увійшла до складу Румунії, а в 1920 році — і Північна. Також до складу Румунії входив регіон Буджак, що є південною частиною Одеської області. Системні номерні знаки Румунія запровадила 1908 року і ця система проіснувала до 1966. Цифровий номер (1-5 цифр) доповнювався літерним регіональним суфіксом (1-3 литери). Північна Буковина, що тепер входить до складу України, займала три повіти: Чернівці — код Cţi , Хотин — код Ht, Сторожинець — код Stj. Частково до складу України увійшов Радівецький повіт, а саме Селятин (код Rdţ). Буджак мав код Is за назвою міста Ізмаїл .

## Чехословаччина

Іршавський автономер (Чехословаччина 1932 р.)

До 1932 року в Чехословаччині застосовувались номерні знаки Австрійського формату зразка 1905 року. В Закарпатті, що в 1918 році увійшло до складу цієї країни, номерні знаки Угорського формату було змінено вказаним форматом з використанням дволітерового префіксу «PR».
В 1932 році було запроваджено нові номерні знаки, що складалися з однієї літери (коду регіону) та до п'яти цифр. Кодом Закарпаття стала літера R (розшифровується як «Підкарпатська Русь»). Кожен регіон області мав власний цифровий інтервал. До 1935 року видавалися лише номерні знаки поліційного відділу міста Ужгорода, всі інші — з 1935 і до угорської окупації в 1939 році.
| Район                        | Автомобілі    | Мотоцикли    |
| ---------------------------- | ------------- | ------------ |
| Ужгород (поліційний відділ)  | 1-4.500       | 1-1.500      |
| Ужгород                      | 4.501-5.500   | 1.500-2.000  |
| Перечин                      | 5.501-6.500   | 2.001-2.500  |
| Великий Березний             | 6.501-7.000   | 2.501-3.000  |
| Мукачеве (поліційний відділ) | 7.001-9.500   | 3.001-4.000  |
| Мукачеве                     | 9.501-10.500  | 4.001-4.500  |
| Берегове                     | 10.501-12.500 | 4.501-5.500  |
| Свалява                      | 12.501-13.500 | 5.501-6.000  |
| Іршава                       | 13.501-14.500 | 6.001-6.500  |
| Виноградів (Севлуш)          | 14.501-15.000 | 6.501-7.500  |
| Хуст                         | 15.501-17.000 | 7.501-8.500  |
| Тячів                        | 17.001-18.000 | 8.501-9.000  |
| Міжгір'я (Волове)            | 18.001-19.000 | 9.001-9.500  |
| Рахів                        | 19.001-20.000 | 9.501-10.000 |

## Угорщина
З 1939 до 1944 років Закарпаття було окуповане Угорщиною . Відомостей про застосування угорських номерних знаків на території краю немає. Відомо, що в самій Угорщині у цей період номерні знаки офіційно не видавалися, а виготовлялися власноруч, тому існувало безліч підробок.

## СРСР (до Другої світової війни)

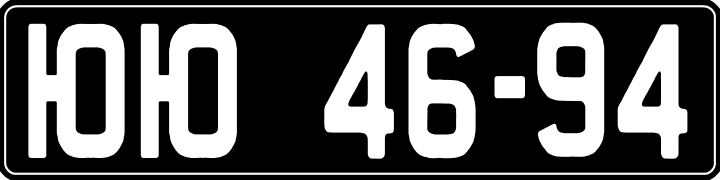
Аккерманський (Ізмаїльський) автономер (СРСР 1936 р.)

До 1931 року приймалися лише законодавчі акти про впорядкування номерних знаків, але принцип видачі місцевими органами влади зберігався.

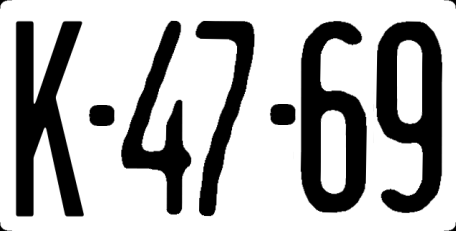
Центральноукраїнський автономер (СРСР 1931 р.)

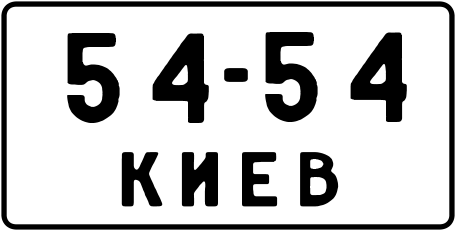
Київський автономер (СРСР 1934 р.)

У 1931 році в СРСР запроваджено перший загальнодержавний стандарт номерних знаків. Регіон позначався першою літерою: К — Київ, Л — Луганськ, М — Крим, Н — Харків, О — Одеса.
1934 року впроваджено номерні знаки американського стилю зі спеціальними написами, що позначали регіон, в нижній частині таблички. Такі написи мали назву «ДОРТРАНС». Вісім дортрансів стосувалися України.
| Регіон                | ДОРТРАНС |
| --------------------- | -------- |
| Вінницька обл.        | ВИННИЦА  |
| Дніпропетровська обл. | ДНЕПР    |
| Донецька обл.         | ДОНЕЦ    |
| Київська обл.         | КИЕВ     |
| Кримська АРСР         | КРЬІМ    |
| Одеська обл.          | ОДЕССА   |
| Харківська обл.       | ХАРЬКОВ  |
| Чернігівська обл.     | ЧЕРНИГОВ |

В 1936 році впроваджено номерні знаки чорного кольору, на яких код регіону реєстрації позначався двома літерами. Цікаво, що на цьому типі номерних знаків використовувався шрифт, дуже схожий на впорваджений у Великій Британії в 1935 році шрифт номерних знаків «Чарлз Райт», а самі номери — на англійські періоду 1903–1932 рр. Номінально цей тип номерних знаків існував до 1947 року, однак через німецьку окупацію 1941–1945 рр. на території України існували номерні знаки німецького формату 1906 року.
| Регіон                                           | Серія          |
| ------------------------------------------------ | -------------- |
| Вінницька обл.                                   | УВ, УГ         |
| Волинська обл.                                   | ШБ             |
| Ворошиловаградська(з 1958 р. Луганська)обл.      | ФГ             |
| Дніпропетровська обл.                            | УП, УР, УФ, ЦД |
| Дрогобицька обл.                                 | ШБ             |
| Житомирська обл.                                 | ФМ             |
| Запорізька обл.                                  | ХА             |
| Ізмаїльська обл. (Аккерманська)                  | ЮЮ             |
| Кам'янець-Подільська обл. (майбутня Хмельницька) | УТ, ЩЭ, ЯШ     |
| Київ                                             | УК, УЛ, ФО, ФП |
| Київська обл.                                    | УЭ, УЮ, ФС     |
| Кіровоградська обл.                              | ХК             |
| Кримська обл. (АРСР)                             | КТ             |
| Львівська обл.                                   | АЕ, ФК         |
| Миколаївська обл.                                | УБ, УС         |
| Одеська обл.                                     | УН, УО, ФФ, ФХ |
| Полтавська обл.                                  | УУ, ЮА         |
| Сталінська обл. (майбутня Донецька)              | УД, УЕ, УЖ     |
| Станіславська обл. (майбутня Івано-Франківська)  | ФВ             |
| Сумська обл.                                     | ХС             |
| Харківська обл.                                  | УХ, УЦ, УШ     |
| Херсонська обл.                                  | ХН             |
| Чернівецька обл.                                 | ХХ, ЮЧ         |
| Чернігівська обл.                                | УЧ             |

## Період німецької окупації

Окупаційний автономер (ІІІ Рейх 1943 р.)

Номерні знаки німецького стандарту було введено в 1941 році для командування Вермахту в Україні (серія MU). В 1941 році окупаційною владою було впроваджено номерні знаки серії RKU — райхскомісаріат Україна, з 1942 до 1945 серія RU замінила попередню. В окрузі Галичина, що входив до складу Генерал-губернаторства Польща в 1943 році було заведено серію VOst (V означало 5-й дистрикт).
| Діапазон серії RKU | Генеральний комісаріат     |
| ------------------ | -------------------------- |
| 1-2000             | Брест-Литовськ (спецсерія) |
| 2001-3000          | Брест-Литовськ             |
| 3001-4000          | Житомир                    |
| 4001-5000          | Київ                       |
| 6001-7000          | Миколаїв                   |
| 7001-8000          | Дніпропетровськ            |

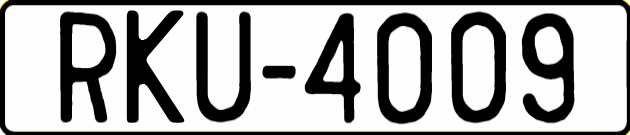
Окупаційний автономер (ІІІ Рейх 1941 р.)

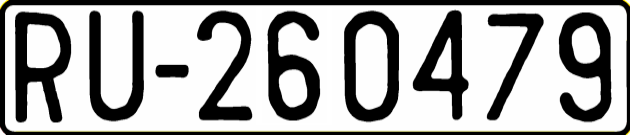
Окупаційний автономер (ІІІ Рейх 1942 р.)

В межах Генеральних округів існував дрібніший розподіл по діапазонах між окремими містами. До генерального округу Поділля входили південно-білоруські райони: Пінськ, Кобрин і т. д. Генеральний округ Таврія мав також назву Крим, однак розташовувався не на Кримському півострові, а на територіях Херсонської і Запорізької областей.
| Діапазон серії RU | Генеральний округ                                 |
| ----------------- | ------------------------------------------------- |
| 1-300             | Управління Рейхскомісаріату в Рівному (з 1943 р.) |
| 1-160000          | Поділля                                           |
| 200001-265000     | Житомир                                           |
| 265001-267000     | Полісся (з 1943 р.)                               |
| 300001-360000     | Київ                                              |
| 400001-451000     | Миколаїв                                          |
| 500001-552000     | Дніпропетровськ                                   |
| 600001-621999     | Таврія                                            |
| 690000-692000     | Робочі служби (з 1943 р.)                         |

## СРСР (після Другої Світової Війни)

### ГОСТ3207-46

Харківський автономер (СРСР 1946 р.)

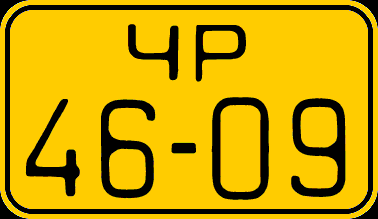
Харківський дворядковий автономер (СРСР 1946 р.)

Після закінчення Другої Світової Війни всі землі сучасної України увійшли до складу СРСР. В 1947 році було оновлено вигляд (чорні символи на жовтому тлі) і змінено серії номерних знаків та запроваджено повну перереєстрацію транспорту, що перебував на окупованих територіях і трофейних ТЗ.
| Регіон                                            | Серія                                                              |
| ------------------------------------------------- | ------------------------------------------------------------------ |
| Вінницька обл.                                    | ЖЮ, УА, УЦ, ЩК, ЩЦ                                                 |
| Волинська обл.                                    | ПТ, УВ, ЩШ                                                         |
| Ворошиловградська(з 1958 р. Луганська) обл.       | УБ, УГ, УД, УЕ, ЩД, ЩЛ, ЩМ                                         |
| Дніпропетровськ місто                             | УИ, ЧУ, ЧЯ                                                         |
| Дніпропетровська обл.                             | ГЩ, УК, ФЩ, ХЯ, ЧГ, ЩО, ЩЮ                                         |
| Дрогобицька обл.                                  | УЖ, УЗ                                                             |
| Житомирська обл.                                  | ПЯ, УМ, УН, ЩЯ                                                     |
| Закарпатська обл.                                 | УЛ, ЩР, ЯХ                                                         |
| Запорізька обл.                                   | ЖГ, УО, УП, ЩТ, ЩУ                                                 |
| Ізмаїльська обл. (з 1954 р. в складі Одеської)    | УР, ЩФ                                                             |
| Кам'янець-Подільська (з 1954 р. Хмельницька) обл. | УС, УТ, ЩЭ, ЯШ                                                     |
| Київ                                              | УЧ, УШ, УЭ, УЮ, ЩА, ЩБ, ЯЮ, ЯЯ                                     |
| Київська обл.                                     | ФН, ФО, ФП, ФР, ЩС                                                 |
| Кіровоградська обл.                               | ТФ, ФА, ФБ, ХЭ                                                     |
| Кримська обл.                                     | КМ, КЯ, ЦЛ, ЦР, ЦС, ЦЧ                                             |
| Львів місто                                       | ФВ, ЩВ, ЩГ                                                         |
| Львівська обл.                                    | ТХ, УЯ                                                             |
| Миколаївська обл.                                 | ФД, ФЕ, ЩП                                                         |
| Одеса місто                                       | ФЖ, ЧД, ЧС, ЧТ                                                     |
| Одеська обл.                                      | ФГ, ФЗ, ФИ                                                         |
| Полтавська обл.                                   | ТУ, ФК, ФЛ, ХЩ                                                     |
| Рівненська обл.                                   | ТЮ, ФМ, ЩН                                                         |
| Сталінська обл. (майбутня Донецька)               | ПУ, ПФ, ПЮ, УУ, УФ, УХ, УЩ, ХХ, ЧЕ, ЧУ, ЧФ, ЩЕ, ЩЖ, ЩЗ, ЩИ, ЩХ, ЩР |
| Станіславська обл. (майбутня Івано-Франківська)   | ТЦ, ФУ                                                             |
| Сумська обл.                                      | ФС, ФТ, ЩЧ                                                         |
| Тернопільська обл.                                | ТЧ, ФФ                                                             |
| Харків місто                                      | ФХ, ЧП, ЧР, ЧХ                                                     |
| Харківська обл.                                   | ФЦ, ФЧ, ХО                                                         |
| Херсонська обл.                                   | ТЭ, ФШ, ЩЩ                                                         |
| Черкаська обл.                                    | ОЩ, ТТ, ТЯ (5001-9999)                                             |
| Чернівецька обл.                                  | ТЯ (0001-5000), ФЯ                                                 |
| Чернігівська обл.                                 | ФЭ, ФЮ, ЦН                                                         |

### ГОСТ3207-58

Чернігівський причепний номер (СРСР 1960 р.)

В 1959 році було розроблено, а в 1960-у запроваджено стандарт номерних знаків з трьома літерами, перші дві з яких означали регіон. На чорному тлі розташовувалися білі знаки.
| Регіон                                                      | Серія      |
| ----------------------------------------------------------- | ---------- |
| Вінницька обл.                                              | ВИ         |
| Волинська обл.                                              | ВН         |
| Дніпропетровська обл.                                       | ДН, ДП     |
| Донецька (Сталінська до 1961 р.) обл.                       | ДО, ДЦ, СЛ |
| Житомирська обл.                                            | ЖИ         |
| Закарпатська обл.                                           | ЗА         |
| Запорізька обл.                                             | ЗП, ЗР     |
| Івано-Франківська (Станіславська до 1962 р.) обл.           | ИФ, СЯ     |
| Київ                                                        | КИ, ХТ     |
| Київська обл.                                               | КХ         |
| Кіровоградська обл.                                         | КД         |
| Кримська обл.                                               | КР, ЦС     |
| Луганська (Ворошиловградська після 1970 р.) обл.            | ВГ, ЛУ     |
| Львівська обл. (1960 р. до складу увійшла Дрогобицька обл.) | ЛВ, ДР     |
| Миколаївська обл.                                           | НИ         |
| Одеська обл.                                                | ОД, ОЕ     |
| Полтавська обл.                                             | ПО         |
| Рівненська обл.                                             | РВ         |
| Сумська обл.                                                | СУ         |
| Тернопільська обл.                                          | ТЕ         |
| Харківська обл.                                             | ХА, ХК     |
| Херсонська обл.                                             | ХО         |
| Хмельницька обл.                                            | ХМ         |
| Черкаська обл.                                              | ЧК         |
| Чернівецька обл.                                            | ЧВ         |
| Чернігівська обл.                                           | ЧН         |

Кримський автономер (СРСР 1960 р.)

Кримський задній автономер (СРСР 1960 р.)

Для міжнародного руху існували окремі серії, що охоплювали всю територію УРСР: АЕК, АЕМ, ВЕК, ВЕМ, ВМА, ВМВ, ВМК, ВММ, ВРК, ВСК

### ГОСТ3207-77

Ворошиловградський приватний автономер (СРСР 1980 р.)

Полтавський державний автономер (СРСР 1980 р.)

Житомирський дворядковий номер (СРСР 1980 р.)

Кримський автономер для нерезидентів(СРСР 1980 р.)

Херсонський причепний номер (СРСР 1980 р.)

В 1977 році було розроблено, а в 1980-му впроваджено останній радянський стандарт номерних знаків, що пережив сам Радянський Союз і став основою для запровадження перших національних номерних знаків в багатьох новостворених державах.
| Регіон                             | Авто і мото серії | Серії міжнародного руху                | Серії причепів                 | Серія нерезидентів |
| ---------------------------------- | ----------------- | -------------------------------------- | ------------------------------ | ------------------ |
| Вінницька обл.                     | ВИ                | АЕК                                    | ВИ, ВЦ, ХО                     | 649                |
| Волинська обл.                     | ВН                | ВН                                     | ВН, ВЧ                         | 650                |
| Дніпропетровська обл.              | ДН, ДП            | АЕТ                                    | ДМ, ДН, ДО, ДП, ДР, ДХ, ДЭ, ХХ | 652                |
| Донецька обл.                      | ДО, ДЦ            | АЕХ                                    | ДЕ, ДЛ, ДФ, СЖ, СЛ, ХЕ         | 653                |
| Житомирська обл.                   | ЖИ, нЖБ, нЖЖ      | АЕМ                                    | ЖИ, ЖК, НН                     | 654                |
| Закарпатська обл.                  | ЗА                | ВЕЕ, аОС, вОС, еОС, кОС                | ЗА, ЗТ, НМ                     | 655                |
| Запорізька обл.                    | ЗП, жЗН,          | ВЕК, вОК, еОК                          | ЕЕ, ЗО, ЗП, ЗР, ЗС             | 656                |
| Івано-Франківська обл.             | ИФ                | ВЕН, рОС, сОС, тОС                     | ИГ, ИД, ЕН                     | 657                |
| Київ                               | КИ, ХТ            | аХТ, вХТ, еХТ, кХТ, ВЕР                | КИ, УЧ, УШ                     | 658                |
| Київська обл.                      | КХ                | КХ                                     | КХ, ФЛ, ФМ, ФН                 | 659                |
| Кіровоградська обл.                | КД                | ВЕТ                                    | ВС, КД, ФА                     | 660                |
| Кримська обл.                      | КР                | КР                                     | КР, ЦД, ЦР, ЦС                 | 661                |
| Луганська (Ворошиловградська) обл. | ВГ                | АЕН, мОА                               | ВП, ВР, ЛУ, ЛФ                 | 651                |
| Львівська обл.                     | ЛВ                | ВМА, ОНА, аОН, вОН, еОН, кОН, мОН, нОН | ЛВ, ЛС, ХР                     | 662                |
| Миколаївська обл.                  | НИ                | ВМВ                                    | НИ, НК                         | 663                |
| Одеська обл.                       | ОД                | ВМК, ОТВ, кОТ, мОТ, сОТ                | ОГ, ОД, ОЕ, ОЭ, ОЯ             | 664                |
| Полтавська обл.                    | ПО                | ВММ, оОК                               | ПО, ПТ, ХТ                     | 665                |
| Рівненська обл.                    | РВ                | РВ                                     | РВ, РИ                         | 666                |
| Сумська обл.                       | СУ                | ВМТ, оОХ                               | ОТ, СИ, СУ                     | 667                |
| Тернопільська обл.                 | ТЕ                | ТЕ                                     | ТЕ, ТЖ                         | 668                |
| Харківська обл.                    | ХА, ХК            | ХА, ХК                                 | ХА, ХГ, ХЦ, ХЮ, ХЯ             | 669                |
| Херсонська обл.                    | ХО                | ХО                                     | ХД, ХЖ, ХИ, ХН, ХШ             | 670                |
| Хмельницька обл.                   | ХМ                | ХМ                                     | ХЛ, ХМ, ХФ                     | 671                |
| Черкаська обл.                     | ЧК                | ВСР                                    | РК, ЧК, ЧЛ, ЧМ                 | 672                |
| Чернівецька обл.                   | ЧВ                | ВСА                                    | ОХ, ЧВ, ЧЦ                     | 674                |
| Чернігівська обл.                  | ЧН                | ВСХ                                    | ХВ, ЧН, ЧО                     | 673                |